# Coppa Italia Serie C
A Copa da Itália da Série C ou Copa da Série C Italiana, também conhecida oficialmente como Coppa Italia Serie C, é uma competição entre clubes da Série C (terceira divisão) do futebol italiano. A taça é disputada anualmente desde 1972 e está sob os cuidados da Lega Italiana Calcio Professionistico (LEGA PRO), entidade esportiva ligada à Federação Italiana de Futebol (FIGC).
O recordista de troféus do torneio é o Monza, com quatro títulos (1974, 1975, 1988, 1991), seguido por Alessandria (1973, 2018), Foggia (2007, 2016) e Spezia (2005, 2012), com dois títulos cada. O atual detentor do título é a equipe B (Sub-23) da Juventus de Turim, campeão da edição de 2019–20.

## História
O torneio nasceu em 1972 como Coppa Italia Semiprofessionisti, nome este que permaneceu até a temporada de 1980–81 (nona edição da taça). A Coppa Italia Semiprofessionisti de 1972–73, edição inaugural do torneio, foi vencida pelo Alessandria, clube da região do Piemonte, que bateu o Avellino, clube da região da Campânia, por 4–2 na final disputada no Estádio Flamínio, em Roma.
Em 1981, dois anos após a reforma que deu origem à Serie C1 (terceira divisão) e Serie C2 (quarta divisão), o torneio foi renomeado  para Coppa Italia Serie C.[carece de fontes?] Em 2008, após a mudança de nome dos dois campeonatos citados, houve também a renomeação do troféu para Coppa Italia Lega Pro, dedicado primeiro às equipes da Lega Pro Prima Divisione (terceira divisão) e Lega Pro Seconda Divisione (quarta divisão), e depois às da divisão única da Lega Pro.[carece de fontes?] Desde 2017, com a mudança de nome do campeonato da terceira divisão de Liga Pro para Serie C, como consequência, a taça voltou a chamar-se Coppa Italia Serie C.
A partir da edição de 2016–17, além do troféu e do título de campeão, o vencedor também garante vaga no play-off de acesso para a segunda divisão italiana.
Em 24 de julho de 2020, o presidente da Lega Pro Francesco Ghirelli anunciou o cancelamento da Coppa Italia Serie C para a temporada de 2020–21 por conta de muitos jogos em um curto espaço de tempo no calendário da Serie C. Em 4 de agosto de 2020, o Conselho Federal (Consiglio Federale) da FIGC (federação italiana de futebol), a pedido da Lega Pro, através de um comunicado de imprensa oficial, anunciou a suspensão oficial da edição de 2020–21 do torneio.

## Campeões
| Ano     | Campeão     | Vice-campeão  |
| ------- | ----------- | ------------- |
| 1972–73 | Alessandria | Avellino      |
| 1973–74 | Monza       | Lecce         |
| 1974–75 | Monza       | Sorrento      |
| 1975–76 | Lecce       | Monza         |
| 1976–77 | Lecco       | Sangiovannese |
| 1977–78 | Udinese     | Reggina       |
| 1978–79 | Siracusa    | Biellese      |
| 1979–80 | Padova      | Salernitana   |
| 1980–81 | Arezzo      | Ternana       |

| Ano     | Campeão             | Vice-campeão       |
| ------- | ------------------- | ------------------ |
| 1981–82 | Vicenza             | Campobasso         |
| 1982–83 | Carrarese           | Fano               |
| 1983–84 | Fanfulla            | Ancona             |
| 1984–85 | Casarano            | Carrarese          |
| 1985–86 | Virescit Boccaleone | Jesi               |
| 1986–87 | Livorno             | Campania Puteolana |
| 1987–88 | Monza               | Palermo            |
| 1988–89 | Cagliari            | S.P.A.L.           |
| 1989–90 | Lucchese            | Palermo            |
| 1990–91 | Monza               | Palermo            |
| 1991–92 | Sambenedettese      | Siena              |
| 1992–93 | Palermo             | Como               |
| 1993–94 | Triestina           | Perugia            |
| 1994–95 | Varese              | Forlì              |
| 1995–96 | Empoli              | Monza              |
| 1996–97 | Como                | Nocerina           |
| 1997–98 | Alzano Virescit     | Cesena             |
| 1998–99 | S.P.A.L.            | Gualdo             |
| 1999–00 | Pisa                | Avellino           |
| 2000–01 | Prato               | Lumezzane          |
| 2001–02 | AlbinoLeffe         | Livorno            |
| 2002–03 | Brindisi            | Pro Patria         |
| 2003–04 | Cesena              | Pro Patria         |
| 2004–05 | Spezia              | Frosinone          |
| 2005–06 | Gallipoli           | Sanremese          |
| 2006–07 | Foggia              | Cuneo              |
| 2007–08 | Bassano Virtus      | Benevento          |

| Ano     | Campeão     | Vice-campeão |
| ------- | ----------- | ------------ |
| 2008–09 | Sorrento    | Cremonese    |
| 2009–10 | Lumezzane   | Cosenza      |
| 2010–11 | Juve Stabia | Carpi        |
| 2011–12 | Spezia      | Pisa         |
| 2012–13 | Latina      | Viareggio    |
| 2013–14 | Salernitana | Monza        |
| 2014–15 | Cosenza     | Como         |
| 2015–16 | Foggia      | Cittadella   |
| 2016–17 | Venezia     | Matera       |

| Ano     | Campeão             | Vice-campeão        |
| ------- | ------------------- | ------------------- |
| 2017–18 | Alessandria         | Viterbese Castrense |
| 2018–19 | Viterbese Castrense | Monza               |
| 2019–20 | Juventus B          | Ternana             |
| 2020–21 | Cancelada           | Cancelada           |